# Pterogoniella stratosa
Pterogoniella stratosa là một loài Rêu trong họ Sematophyllaceae. Loài này được (Mitt.) A. Jaeger ex Paris miêu tả khoa học đầu tiên năm 1898.